# Donnellia longidens
Donnellia longidens är en bladmossart som beskrevs av William Russell Buck 1988. Donnellia longidens ingår i släktet Donnellia och familjen Sematophyllaceae. Inga underarter finns listade i Catalogue of Life.